# 城外圣若望堂 (皮斯托亚)

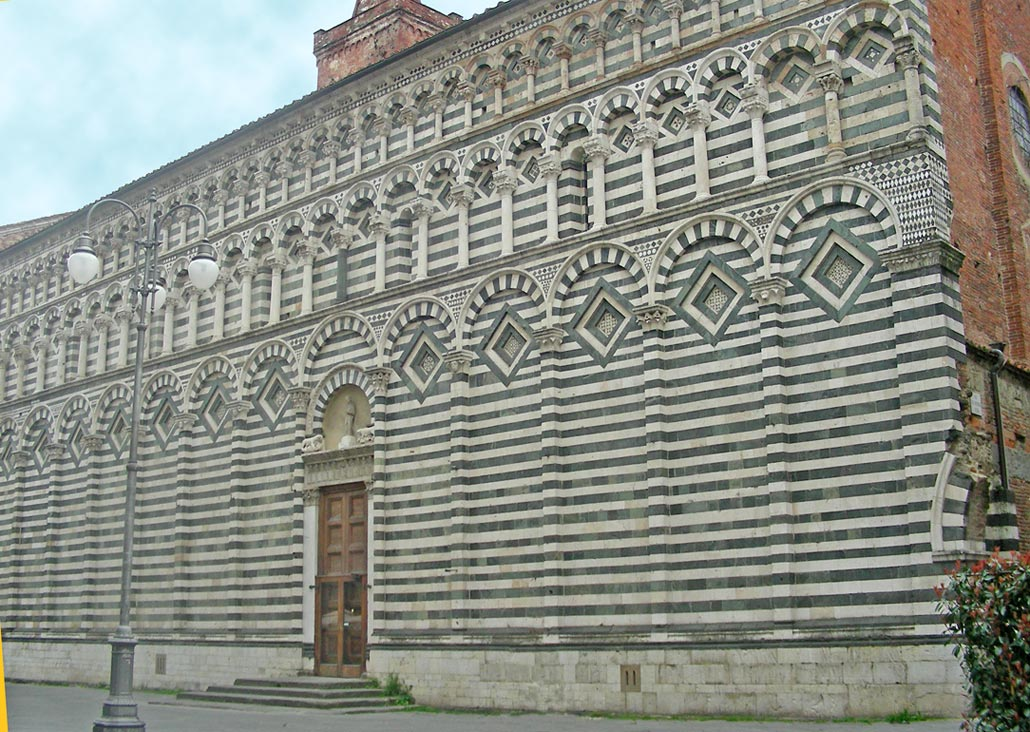
侧面

城外圣若望堂（San Giovanni Fuoricivitas）是意大利中部托斯卡纳大区皮斯托亚的一座教堂，罗曼式建筑。
该堂建于12世纪，1344年完成。二战期间遭到严重损坏，战后修复。